# Rommelsbach
Rommelsbach, Reutlingen-Rommelsbach — dzielnica miasta Reutlingen w Niemczech, w kraju związkowym Badenia-Wirtembergia.